# Botanophila mediospicula
Botanophila mediospicula är en tvåvingeart som beskrevs av Fan 1988. Botanophila mediospicula ingår i släktet Botanophila och familjen blomsterflugor. Inga underarter finns listade i Catalogue of Life.